# Masters of the Dark Arts
Albums de La Coka Nostra
A Brand You Can Trust
(2009)
Masters of the Dark Arts est le deuxième album studio du collectif La Coka Nostra, sorti le 31 juillet 2012.
L'album s'est classé 22e au Top Rap Albums, 31e au Top R&B/Hip-Hop Albums et 40e au Top Independent Albums.

## Liste des titres
| No  | Titre                                            | Contient un (des) sample(s) de                                                            | Durée |
| --- | ------------------------------------------------ | ----------------------------------------------------------------------------------------- | ----- |
| 1.  | My Universe (featuring Vinnie Paz)               |                                                                                           | 4:00  |
| 2.  | Creed of the Greedier                            | Knock, Knock de GZA Hood Love de Tragedy Khadafi featuring Rashida I'm a Goon de Ill Bill | 3:43  |
| 3.  | Mossad                                           |                                                                                           | 3:16  |
| 4.  | Mind Your Business                               |                                                                                           | 4:35  |
| 5.  | Electronic Funeral (featuring Sean Price)        |                                                                                           | 3:33  |
| 6.  | The Story Goes On                                | Stop the Violence des Boogie Down Productions Vomitspit de MF DOOM                        | 3:34  |
| 7.  | Letter to Ouisch                                 |                                                                                           | 2:37  |
| 8.  | Snow Beach (featuring Thirstin Howl the 3rd)     |                                                                                           | 4:01  |
| 9.  | The Eyes of Santa Muerte (featuring Sick Jacken) |                                                                                           | 4:31  |
| 10. | Murder World                                     |                                                                                           | 2:45  |
| 11. | Coka Kings (featuring Vinnie Paz)                | The Crown Is Mine de Ill Bill et Vinnie Paz Oath of the Goat de Ill Bill et Vinnie Paz    | 3:48  |
| 12. | .38 револьвер (featuring Big Left)               | Kiss of Death de Jadakiss featuring Styles P                                              | 3:59  |
| 13. | Malverde Market                                  |                                                                                           | 3:11  |
| 14. | Masters of the Dark Arts                         |                                                                                           | 2:44  |